# Via birmanesa para o socialismo

Bandeira do Partido do Programa Socialista da Birmânia

O Caminho Birmanês para o Socialismo (birmanês:  မြန်မာ့နည်းမြန်မာ့ဟန် ဆိုရှယ်လစ်စနစ်), também conhecido como Via Birmanesa para o Socialismo, foi a ideologia de estado da República Socialista da União da Birmânia, o estado socialista governado pelo Partido do Programa Socialista da Birmânia (BSPP) de 1962 a 1988.
O Caminho Birmanês para o Socialismo foi introduzido pelo Conselho Revolucionário da União (URC), a junta militar estabelecida por Ne Win e seus aliados no Tatmadaw (exército birmanês) depois que eles derrubaram o governo democraticamente eleito do Primeiro-Ministro U Nu em um golpe de estado em 2 de março de 1962 . Deixou de ser a ideologia de Estado da Birmânia em 1988, quando a Revolta 8888 pressionou os funcionários do BSPP a renunciarem e adotarem um sistema multipartidário. No entanto, o Tatmadaw instigou um golpe de estado pouco depois e estabeleceu uma nova junta militar, o Conselho de Restauração da Lei e da Ordem do Estado. 
O caminho birmanês para o socialismo levou a Birmânia ao isolamento internacional,  e foi descrito como "desastroso".  Por exemplo, o mercado negro e a disparidade de rendimentos tornaram-se questões importantes.  O PIB per capita real da Birmânia (US$ constantes de 2000) aumentou de 159,18 dólares em 1962 para 219,20 dólares em 1987, ou cerca de 1,3% ao ano – uma das taxas de crescimento mais fracas do Leste Asiático durante este período.  Apesar disso, foram registados ganhos significativos nos cuidados de saúde e na educação.  O programa também pode ter servido para aumentar a estabilidade interna e evitar que a Birmânia se envolvesse tanto nas lutas da Guerra Fria que afetaram outras nações do Sudeste Asiático. 